# 599 Luisa
Luisa (asteróide 599) é um asteróide da cintura principal com um diâmetro de 64,87 quilómetros, a 1,9563958 UA. Possui uma excentricidade de 0,2938211 e um período orbital de 1 684,25 dias (4,61 anos).
Luisa tem uma velocidade orbital média de 17,89458997 km/s e uma inclinação de 16,67178º.
Esse asteróide foi descoberto em 25 de Abril de 1906 por Joel Metcalf.